# 杭州中国移动大厦
杭州中国移动大厦是位于杭州市解放东路19号钱江新城的办公写字楼，为中国移动浙江公司（简称浙江移动通信）所在地。

## 简介
主体25层，裙房9层，总建筑面积6.09万平米，2008年建成。

## 周边
- 迪凯银座（西侧）
- 泛海国际中心（南侧）
- 中信银行杭州分行（东侧）
- 杭州国际会议中心（北侧）